# ドナルドのトロンボーン騒動
『ドナルドのトロンボーン騒動』（ドナルドのトロンボーンそうどう、原題：Trombone Trouble）は、ウォルト・ディズニー・プロダクション（現：ウォルト・ディズニー・カンパニー）が製作した1944年2月18日公開のアニメーション短編映画作品。
ドナルドダック・シリーズの第49作である。

## あらすじ
毎晩のように鳴り響く大音量かつお世辞にも上手とは言えないトロンボーンの音。その音は天上に住むジュピターとヴァルカンの耳にも届き、彼らは不眠になり困り果てていた。
そのトロンボーンを吹いているのは地上に住むピートであった。ピートの家の隣に住むドナルドもその音に悩まされている一人だった。ついに我慢の限界に達したドナルドはピートの元へ抗議に向かうが、軽くあしらわれてしまう。
その様子を見ていたジュピターとヴァルカンはドナルドに力を与えることにする。かくして神の力を授かったドナルドはピートの家に乱入し、ジュピターも閉口するほどの容赦ない攻撃をピートに仕掛ける。そして、ピートを崖の下に葬り去ることに成功したドナルドは意気揚々と引き上げるのだが、その帰り道でピートの吹いていたトロンボーンを見つける。
やっと静かになった天上ではジュピターとヴァルカンが眠りに就こうとしていた。だが、すぐに派手なトロンボーンの音で叩き起こされてしまう。二人が驚いて地上を見るとドナルドがノリノリでトロンボーンを演奏していた。それを見たジュピターとヴァルカンは、もう頭を抱えて倒れ込むしかなかった。

## スタッフ
- 製作：ウォルト・ディズニー
- 監督：ジャック・キング
- 脚本：カール・バークス、ジャック・ハンナ
- 作画：エド・ラヴ、ポール・アレン、レイ・パターソン、アンディ・イングマン

## キャスト
| キャラクター   | 原語版               | 旧吹き替え版 | 新吹き替え版 |
| -------------- | -------------------- | ------------ | ------------ |
| ドナルドダック | クラレンス・ナッシュ | 関時男       | 山寺宏一     |
| ピート         | ビリー・ブレッチャー | 遠藤征慈     | 大平透       |
| ジュピター     | ジョン・マクリーシュ | 江原正士     | 梅津秀行     |
| ヴァルカン     | ジョン・マクリーシュ | 小山武宏     | 島香裕       |
| ナレーション   | -                    | 土井美加     | -            |

## 日本での公開
収録
- 『ディズニーアニメでレッツ・リラックス！』（LD、1986年発売、旧吹き替え版）
- 『ディズニーアニメでレッツ・リラックス！』（VHS、バンダイ、1987年発売、旧吹き替え版）
- 『ゆかいな仲間たち　ドナルド大好き！』（LD、1997年発売、新吹き替え版）
- 『ゆかいな仲間たち　ドナルド大好き！』（VHS、ブエナ・ビスタ・ホーム・エンターテイメント、1997年発売、新吹き替え版）
- 『ドナルドダック・クロニクル Vol.2 限定保存版』（DVD、ウォルト・ディズニー・スタジオ・ホーム・エンターテイメント、2009年発売、新吹き替え版）